# 黃志良
黃志良（1931年—），男，江蘇吴县人，中華人民共和國資深外交官和西班牙語翻譯人員。
著有《新大陸的再發現·周恩來與拉丁美洲》專書和專論〈叩啟拉美大門〉（收入《峰巒迭起：共和國第3次建交高潮》1書）。

## 生平
北京外國語學院（現在北京外國語大學）西班牙語專業畢业，1960年參加中國外交部工作，曾在古巴哈瓦那大学留學，后派駐阿根廷、古巴、智利、巴西、尼加拉瓜、委內瑞拉多國。在尼加拉瓜任内，经历尼加拉瓜与中华人民共和国断交，与中华民国建交。

## 成就
是第一位也是僅有的一位親身訪問阿根廷作家、詩人博爾赫斯的中國外交官和西班牙語譯者。

## 译著
與妻子刘静言合著《出使拉美的歲月》並共同合作翻譯多種西班牙語文學名著，包括瓜地馬拉1967年諾貝爾文學獎得主米格尔·阿斯图里亚斯的《總統先生》（中國第1個譯本）、西班牙1989年諾貝爾文學獎得主卡米洛·何塞·塞拉的《蜂巢》等。